# Carl Krauch
Carl von Krauch, né le 7 avril 1887 à Darmstadt, Grand-duché de Hesse et mort 3 février 1968 à Bühl, RFA, est un chimiste, un industriel allemand et un homme politique allemand. Il est d'abord cadre chez BASF, et est ensuite l'un des hauts responsables de IG Farben, membre du conseil d'administration de la branche allemande de Ford Motor Company et ministre d'Hitler (ministre plénipotentiaire sur toutes les questions touchant la production chimique).

Après la fin de la Seconde Guerre mondiale, il est poursuivi et condamné pour crime de guerre dans le cadre du procès de Nuremberg.

## Biographie
Carl von Krauch est né le 7 avril 1887 à Darmstadt dans le Grand-duché de Hesse.
Il est un chimiste, un industriel, et un homme politique allemand.
Pendant la Seconde Guerre mondiale, il est membre du directoire de supervision d'IG Farben. Il participe activement à l'implantation du Plan de quatre ans (Vierjahresplan en allemand) commandé par Hitler pour le Troisième Reich, afin de notamment préparer une nouvelle guerre d'invasion.
Il est aussi membre du conseil d'administration de la branche allemande de Ford Motor Company.

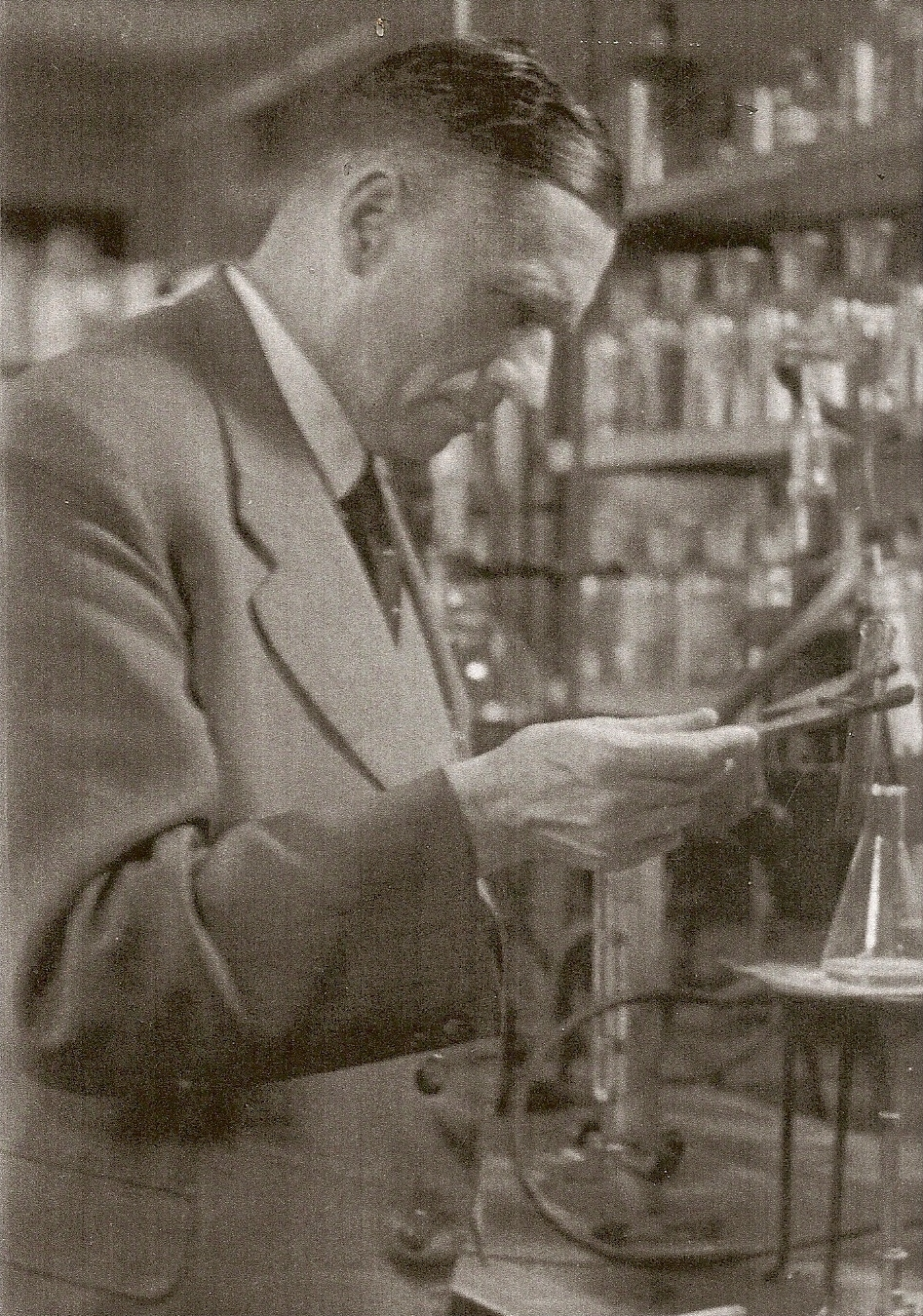
Carl von Krauch, ici dans l'un des laboratoires du groupe Bayer racheté par le cartel/conglomérat IG Farben, au service du pouvoir nazi, en 1942.

Il est nommé[Quand ?] par Hitler ministre plénipotentiaire sur les questions touchant la production chimique, sénateur de la Société Kaiser-Wilhelm et professeur honoraire à l'université de Berlin.

## Inculpation de crime de guerre
Après la Seconde Guerre mondiale, dans le cadre du procès de Nuremberg, lors du procès IG Farben sa contribution à la guerre s'est avérée majeure, volontaire, proactive et anticipée,. À titre d'exemple, dans la pièce à conviction no 448 que les juges lui ont demandé de lire devant le tribunal, Carl von Krauch avait écrit : 

« L'ancien bureau des matières premières et synthétiques allemands a, à ma demande, dès la fin de 1936, attiré à plusieurs reprises l'attention de la Wehrmacht sur la nécessité urgente de stocker.
 Déjà, à cette époque par exemple, j'avais demandé que des quantités considérables de toluol soient stockées pour les usines d'explosifs existantes… Il en est de même du thiodiglycol comme produit préliminaire au gaz moutarde, où les quelques usines qui existaient n'ont été mises en service pour le stockage, sur mon insistance, qu'en mars ou avril 1937, ou bien n'ont été en partie rendues capables de produire qu'à ce moment-là »

Carl von Krauch a reconnu lors de son procès, que comme le prouvait une pièce à conviction il a été missionné par Ig Farben, en 1937 pour aller, avec le Dr Schmitz, négocier l'achat de vingt millions de dollars de kérosène, officiellement pour les besoins des usines chimiques, mais en réalité pour la Luftwaffe de Goering. Selon Krauch cette demande émanait du ministère de l'Économie, mais l'enquête du tribunal de Nuremberg a montré que cette négociation faisait suite à une rencontre entre Von Knieriem (l'avocat en chef d'IG Farben, basé à Ludwigshafen), au ministère de l'Économie du Reich, avec le général Thomas. Face au fait que la Wehrmacht ne pouvait pas directement acheter une telle quantité de carburant à des producteurs étrangers, Von Knieriem aurait suggéré d'acheter « par l'intermédiaire d'une « agence neutre » comme Farben » ce carburant. C'est Standard Oil qui a vendu ces 20 000 000 $ de carburant. Peut-être que leurs représentants n'ont pas remis en question un achat aussi important de carburant d'aviation parce M. Howard et M. Teagie cherchaient à venir à Berlin pour à nouveau tenter d'obtenir de Ter Meer le processus longtemps différé du caoutchouc-buna. Signés ou préparés sous la responsabilité de Von Knieriem (de), des contrats de production Farben contenaient des promesses mutuelles de secret entre IG Farben et le Reich. Farben ne devait pas révéler ce qu'il produisait pour la Wehrmacht, et inversement la Wehrmacht acceptait de ne divulguer aucun secret qu'elle pourrait rencontrer dans les usines de Farben.
À cette occasion, on a aussi découvert que l'avocat en chef Von Knieriem s'était occupé des aspects juridiques de la construction de trente-six « usines fantômes », c'est-à-dire secrètes, subventionnées par la Wehrmacht mais détenues, dirigées et exploitées par Farben via des hommes de paille ou des sociétés-écran.
Cette technique mise en œuvre par les services juridiques d'IG Farben, non illégale selon les lois du commerce, a eu au moins un précédent : en 1934, Von Knieriem avait en effet déjà proposé à la Wehrmacht de secrètement stocker du nickel en tant que métal stratégique. Ceci lui a donné l'idée de créer une société dont le but serait de construire des entrepôts capables de stocker de grandes quantités d'essence, de pyrite et « d'autres matériaux stratégiques ». IG Farben est l'un des fondateurs de cette société, baptisée « WIFO ».
À Ammendorf, dans une usine secrète (souterraine) propriété d'IG Farben, des employés transformaient le thiodiglycol en sulfure de dichlordiéthyle (ypérite). Von Knieriem, chargé du contrat a prétendu au tribunal qu'il ignorait ce qu'était ce produit chimique. Pour se protéger IG Farben n'avait pas signé directement d'accord de licence avec cette usine, mais était passé par une société écran baptisée Orgacid. Le tribunal montrera après la guerre Orgacid appartenait en fait à Ig Farben.
Néanmoins, bien défendu par des avocats expérimentés (qui ont basé sa défense sur le fait qu'Ig Farben n'a pas produit directement d'armes ou d'engins de guerre, mais simplement des produits chimiques qui ont servi à faire des explosifs, des peintures, des pneus, etc. qui auraient tout aussi bien pu avoir des usages civil) et profitant du fait qu'Ig Farben avait détruit ou falsifié ses archives, Krauch n'est condamné qu'à six ans de prison à l'issue du procès spécial contre le cartel chimique, dit procès IG Farben, notamment instruit par Josiah J. E. DuBois (l'un des procureurs en chef du procès de Nuremberg, président du tribunal chargé de ce dossier, juriste alors spécialiste des trusts, de la Loi antitrust américaine et des lobbys et trafics d'influence).

## Liens avec Ford
Des preuves (archives d'échanges de courriers archivés) mises à jour lors du procès de Nuremberg et plus particulièrement lors du procès spécial contre le cartel chimique Ig Farben, citées par le procureur en chef Josiah J. E. DuBois, montrent la collusion de Ford en France avec l'Allemagne en guerre, et le fait que la famille Ford était au courant ; Carl von Krauch a reconnu avoir eu des liens directs avec la famille Ford, via le fils, qu'il connaissait personnellement.
En mars 1942, l'usine Ford de Poissy (qui travaillait pour le régime nazi) est sévèrement bombardée par la R.A.F. Dearborn en et informé (par un courrier envoyé par un employé obscur de Poissy à un collègue de Dearborn, qui a transmis la lettre à Sorenson). En mai 1942, Edsel Ford écrit à ce propos « Des photographies de l'usine en feu ont été publiées dans des journaux américains, mais heureusement aucune référence n'a été faite à la Ford Motor Company ». Le 15 août 1942, une lettre écrite par le français Dollfus à Edsel Ford (transmise via Lesto) le rassure en expliquant que la production a repris au même rythme et que « les machines et l'équipement ont été restaurés dans leur état d'avant le bombardement ». Le 29 septembre 1942, Dollfus envoie à Edsel Ford un message privé, transporté par le sous-secrétaire d'État Breckenridge Long (alors fonctionnaire du département d'État chargé des questions relatives aux réfugiés), cette missive précise que le gouvernement de Vichy a versé à Ford France 38 000 000 de francs pour les dommages subis lors du bombardement de Poissy, ajoutant que les actifs de Ford en France ont été conservés quels que soient les différents obstacles rencontrés.
Quelques années après le procès de Nuremberg, DuBois commentera ainsi ces transactions : « Sauvée par l'influence de Carl Krauch, la Ford française devient l'une des entreprises les plus productives de France pendant la guerre ».